# 760-talet

## Händelser
- 26 februari 760 – Den frost i England som härjat sedan oktober 759 upphör.[1]
- 760 - Chalukyariket i Indien faller definitivt samman.

## Födda
- 765 – Fastrada, drottning av Frankrike.
- 765 – Imam Reza, shiaimam.

## Avlidna
- 765 – Jafar as-Sadiq, shiaimam.
- 28 juni 767 – Paulus I, påve.
- 24 september 768 – Pippin den lille, kung av Frankerriket